# گفتگو با سایه
گفتگو با سایه‌ فیلم مستند داستانی به کارگردانی خسرو سینایی و نویسندگی خسرو سینایی، حبیب احمدزاده ساختهٔ سال ۱۳۸۴ است. فیلم با محوریت زندگی و اندیشه‌های صادق هدایت ساخته شده است.

## بازیگران
- مهدی احمدی
- فرشید ابراهیمیان
- داریوش فائزی
- بهروز شعیبی